# Secretar al apărării al Statelor Unite ale Americii
Secretarul apărării al Statelor Unite ale Americii este directorul Departamentului de Apărare al Statelor Unite, departamentul executiv al forțelor armate și membru de grad superior al cabinetului federal. Poziția sa este subordonată în cadrul armatei doar președintelui Statelor Unite, care este comandantul suprem al forțelor armate⁠(d). Această funcție corespunde în multe țări celei de ministru al apărării⁠(d). Secretarul apărării este numit de președinte cu avizul și acordul⁠(d) Senatului, fiind de obicei membru al cabinetului și, prin lege, membru al Consiliul de Siguranță Națională⁠(d).
Funcția de secretarul al apărării este acordată conform legii federale⁠(d), iar dispozițiile generale prezentate la punctul § 113 din Secțiunea 10 a codului de legi⁠(d) prevăd că acesta „răspunde la ordinele președintelui” și este însărcinat cu gestionarea și controlarea Departamentului Apărării. Același statut îl desemnează pe secretar drept „adjunctul principal al președintelui în materie de chestiuni ce țin de Departamentul Apărării”. Pentru a evita instaurarea unei dictaturi militare⁠(d), odată lăsat la vatră, un ofițer de armată nu poate fi numit în funcția de secretar al Apărării în următorii șapte ani fără o derogare din partea Congresului.
Subordonat președintelui, secretarul apărării este parte a ierarhiei militare⁠(d) și are autoritatea de a comanda și controla⁠(d) toate componentele militare administrare de Departamentul Apărării - armata, infanteria marină, marina, forțele aeriene și cele spațiale⁠(d) - precum și paza de gardă când controlul este transferat departamentului. Numai secretarul apărării, președintele sau Congresul poate autoriza transferul controlului operațional al armatei între cele trei departamente militare - forțele armate⁠(d), forțele marine⁠(d) și forțele aeriene⁠(d) - și cele unsprezece Unified Combatant Commands⁠(d). Deoarece secretarul este învestit cu puteri care le depășesc pe cele ale tuturor ofițerilor de armată și este subordonat doar președintelui în ierarhia militară, titularul său este uneori denumit în mod neoficial „comandatul suprem⁠(d) adjunct”. Șeful Statului Major⁠(d) este principalul consilier pe probleme militare al secretarului apărării și al președintelui.
Secretarul de stat, secretarul trezoreriei⁠(d), secretarul apărării și procurorul general sunt considerate cele mai importante funcții ale cabinetului datorită dimensiunii și influenței departamentelor respective. Secretarul în funcție este generalul⁠(d) în retragere Lloyd Austin, primul afro-american care a ocupat această funcție.

## Lista secretarilor apărării
Cel mai longeviv secretar al apărării este Robert McNamara, ocupând funcția timp de 7 ani și 39 de zile. Dacă luăm în considerare două mandate neconsecutive, al doilea cel mai lung mandat îi aparține lui Donald Rumsfeld, care a fost în funcție cu 10 zile mai puțin decât McNamara. Al doilea cel mai lung mandat fără întreruperi îi aparține lui Caspar Weinberger: 6 ani și 306 zile.
Cel mai scurt mandat îi aparține lui Elliot Richardson (114 zile), fiind numit procuror general ca urmare a demisiilor provocate de afacerea Watergate. Nu luăm în considerare secretarii adjuncți ai apărării Bill Clements⁠(d) și William Howard Taft IV⁠(d), care au ocupat funcția temporar pentru câteva săptămâni.
Partide
      Democrat
      Republican
      Independent / Necunoscut
Statut
     Denotă un secretar al apărării intermediar
| Nr.          |                          | Secretar al apărării                      | Preluarea mandatului | Părăsirea mandatului                | În funcție                                     | Partid                                                                             | Statul natal     | Președinte sub care activează     | Ref           |
| ------------ | ------------------------ | ----------------------------------------- | -------------------- | ----------------------------------- | ---------------------------------------------- | ---------------------------------------------------------------------------------- | ---------------- | --------------------------------- | ------------- |
| 1            | James Forrestal          | James Forrestal (1892–1949)               | 17 septembrie 1947   | 28 martie 1949                      | 1 an, 192 zile                                 | Democrat                                                                           | New York         | Harry S Truman                    | [ 19 ]        |
| 2            | Louis A. Johnson         | Louis A. Johnson (1891–1966)              | 28 martie 1949       | 19 septembrie 1950                  | 1 an, 175 zile                                 | Democrat                                                                           | Virginia de Vest | Harry S Truman                    | [ 20 ]        |
| 3            | George C. Marshall       | George C. Marshall (1880–1959)            | 21 septembrie 1950   | 12 septembrie 1951                  | 356 zile                                       | [[Independent (United States)\|Format:Independent (United States)/meta/shortname]] | Pennsylvania     | Harry S Truman                    | [ 21 ]        |
| 4            | Robert A. Lovett         | Robert A. Lovett (1895–1986)              | 17 septembrie 1951   | 20 ianuarie 1953                    | 1 an, 125 zile                                 | Republican                                                                         | New York         | Harry S Truman                    | [ 22 ]        |
| 5            | Charles Erwin Wilson     | Charles Erwin Wilson (1890–1961)          | 28 anuarie 1953      | 8 octombrie 1957                    | 4 ani, 253 zile                                | Republican                                                                         | Michigan         | Dwight D. Eisenhower              | [ 23 ]        |
| 6            | Neil H. McElroy          | Neil H. McElroy (1904–1972)               | 9 octombrie 1957     | 1 decembrie 1959                    | 2 ani, 53 zile                                 | Republican                                                                         | Ohio             | Dwight D. Eisenhower              | [ 24 ]        |
| 7            | Thomas S. Gates Jr.      | Thomas S. Gates Jr. (1906–1983)           | 2 decembrie 1959     | 20 ianuarie 1961                    | 1 an, 49 zile                                  | Republican                                                                         | Pennsylvania     | Dwight D. Eisenhower              | [ 25 ]        |
| 8            | Robert McNamara          | Robert McNamara (1916–2009)               | 21 ianuarie 1961     | 29 februarie 1968                   | 7 ani, 39 zile                                 | Republican                                                                         | Michigan         | John F. Kennedy Lyndon B. Johnson | [ 26 ]        |
| 9            | Clark Clifford           | Clark Clifford (1906–1998)                | 1 martie 1968        | 20 ianuarie 1969                    | 325 zile                                       | Democrat                                                                           | Maryland         | Lyndon B. Johnson                 | [ 27 ]        |
| 10           | Melvin R. Laird          | Melvin R. Laird (1922–2016)               | 22 ianuarie 1969     | 29 ianuarie 1973                    | 4 ani, 7 zile                                  | Republican                                                                         | Wisconsin        | Richard Nixon                     | [ 28 ]        |
| 11           | Elliot Richardson        | Elliot Richardson (1920–1999)             | 30 ianuarie 1973     | 24 mai 1973                         | 114 zile                                       | Republican                                                                         | Massachusetts    | Richard Nixon                     | [ 29 ]        |
| –            | Bill Clements            | Bill Clements (1917–2011) Acting          | 24 mai 1973          | 2 iulie 1973                        | 39 zile                                        | Republican                                                                         | Texas            | Richard Nixon                     | [ 30 ]        |
| 12           | James R. Schlesinger     | James R. Schlesinger (1929–2014)          | 2 iulie 1973         | 19 noiembrie 1975                   | 2 ani, 140 zile                                | Republican                                                                         | Virginia         | Richard Nixon Gerald Ford         | [ 31 ]        |
| 13           | Donald Rumsfeld          | Donald Rumsfeld (1932–2021)               | 20 noiembrie 1975    | 20 ianuarie 1977                    | 1 an, 61 zile                                  | Republican                                                                         | Illinois         | Gerald Ford                       | [ 32 ]        |
| 14           | Harold Brown             | Harold Brown (1927–2019)                  | 20 ianuarie 1977     | 20 ianuarie 1981                    | 4 ani, 0 zile                                  | [[Independent (United States)\|Format:Independent (United States)/meta/shortname]] | California       | Jimmy Carter                      | [ 33 ]        |
| 15           | Caspar Weinberger        | Caspar Weinberger (1917–2006)             | 21 ianuarie 1981     | 23 noiembrie 1987                   | 6 ani, 306 zile                                | Republican                                                                         | California       | Ronald Reagan                     | [ 34 ]        |
| 16           | Frank Carlucci           | Frank Carlucci (1930–2018)                | 23 noiembrie 1987    | 20 ianuarie 1989                    | 1 an, 58 zile                                  | Republican                                                                         | Virginia         | Ronald Reagan                     | [ 35 ]        |
| –            | William Howard Taft IV   | William Howard Taft IV (born 1945) Acting | 20 ianuarie 1989     | 21 martie 1989                      | 60 zile                                        | Republican                                                                         | Ohio             | George H. W. Bush                 | [ 36 ]        |
| 17           | Dick Cheney              | Dick Cheney (born 1941)                   | 21 martie 1989       | 20 ianuarie 1993                    | 3 ani, 305 zile                                | Republican                                                                         | Wyoming          | George H. W. Bush                 | [ 37 ]        |
| 18           | Leslie Aspin             | Leslie Aspin (1938–1995)                  | 20 ianuarie 1993     | 3 februarie 1994                    | 1 an, 14 zile                                  | Democrat                                                                           | Wisconsin        | Bill Clinton                      | [ 40 ]        |
| 19           | William Perry            | William Perry (born 1927)                 | 3 februarie 1994     | 23 ianuarie 1997 / January 24, 1997 | 2 ani, 356 zile                                | [[Independent (United States)\|Format:Independent (United States)/meta/shortname]] | Pennsylvania     | Bill Clinton                      | .             |
| 20           | William Cohen            | William Cohen (born 1940)                 | 24 ianuarie 1997     | 20 ianuarie 2001                    | 3 ani, 362 zile                                | Republican                                                                         | Maine            | Bill Clinton                      | [ 43 ]        |
| 21           | Donald Rumsfeld          | Donald Rumsfeld (1932–2021)               | 20 ianuarie 2001     | 18 decembrie2006                    | 5 ani, 332 zile (7 ani și 29 de zile în total) | Republican                                                                         | Illinois         | George W. Bush                    | [ 44 ]        |
| 22           | Robert Gates             | Robert Gates (born 1943)                  | 18 decembrie 2006    | 30 iunie 2011 / July 1, 2011        | 4 ani, 194 zile                                | Republican                                                                         | Texas            | George W. Bush Barack Obama       | .             |
| 23           | Leon Panetta             | Leon Panetta (born 1938)                  | 1 iulie 2011         | 26 februarie 2013                   | 1 an, 240 zile                                 | Democrat                                                                           | California       | Barack Obama                      | [ 46 ]        |
| 24           | Chuck Hagel              | Chuck Hagel (born 1946)                   | 27 februarie, 2013   | 17 februarie 2015                   | 1 an, 355 zile                                 | Republican                                                                         | Nebraska         | Barack Obama                      | [ 47 ]        |
| 25           | Ash Carter               | Ash Carter (born 1954)                    | 17 februarie 2015    | 20 ianuarie 2017                    | 1 an, 338 zile                                 | Democrat                                                                           | Massachusetts    | Barack Obama                      | [ 48 ] [ 38 ] |
| 26           | Jim Mattis               | Jim Mattis (born 1950)                    | 20 anuarie 2017      | 1 ianuarie 2019                     | 1 an, 345 zile                                 | [[Independent (United States)\|Format:Independent (United States)/meta/shortname]] | Washington       | Donald Trump                      | [ 49 ]        |
| –            | Patrick M. Shanahan      | Patrick M. Shanahan (born 1962) Acting    | 1 ianuarie 2019      | 23 iunie 2019                       | 173 zile                                       | [[Independent (United States)\|Format:Independent (United States)/meta/shortname]] | Washington       | Donald Trump                      | [ 50 ]        |
| –            | Mark Esper               | Mark Esper (born 1964) Acting             | 24 iunie 2019        | 15 iulie 2019                       | 21 zile                                        | Republican                                                                         | Virginia         | Donald Trump                      | [ 51 ]        |
| –            | Richard V. Spencer       | Richard V. Spencer (born 1954) Acting     | 15 iulie 2019        | 23 iulie 2019                       | 8 zile                                         | Republican                                                                         | Wyoming          | Donald Trump                      | [ 52 ]        |
| 27           | Mark Esper               | Mark Esper (born 1964)                    | 23 iulie 2019        | 9 noiembrie 2020                    | 1 an, 109 zile                                 | Republican                                                                         | Virginia         | Donald Trump                      | [ 51 ]        |
| –            | Christopher C. Miller    | Christopher C. Miller (born 1965) Acting  | 9 noiembrie 2020     | 20 ianuarie 2021                    | 72 zile                                        | Republican                                                                         | Iowa             | Donald Trump                      | [ 51 ]        |
| –            | David Norquist           | David Norquist (born 1966) Acting         | 20 ianuarie, 2021    | 23 ianuarie 2021                    | 2 zile                                         | Republican                                                                         | Massachusetts    | Joe Biden                         | [ 53 ]        |
| Lloyd Austin | Lloyd Austin (born 1953) | 22 ianuarie 2021                          | În funcție           | 4 ani, 74 zile                      | Georgia                                        | Joe Biden                                                                          | [ 54 ]           |                                   |               |